# Millennium Centre (Chicago)
Il Millennium Center è un grattacielo postmoderno a Chicago, in Illinois.

## Caratteristiche
L'edificio, alto 186 metri, ha 59 piani, ed è stato completato nel 2003. Lo studio di architettura che ha progettato l'edificio era Solomon Cordwell Buenz & Associates. Millennium Center ha in particolare venduto oltre il 95% delle sue 350 unità abitative nel settembre 2000, solo due giorni dopo che lo sviluppatore aveva rilasciato informazioni sulla struttura proposta; ciò avvenne prima che l'edificio fosse stato approvato per la costruzione. Il design dell'edificio incorpora un parco sul tetto del 14º piano, con sei case a schiera a due piani che circondano il parco. Il Millennium Center è sormontato da una guglia illuminata di 4 metri, che è inclusa nell'altezza strutturale dell'edificio.